# セマンティックバージョニング
セマンティック・バージョニング（英語：Semantic Versioning）とは、ソフトウェアのバージョニング方法の一つ。
「1.23.45」といったように"."で区切った3つの非負整数で表される。
前から順にメジャーバージョン、マイナーバージョン、パッチバージョンと呼ぶ。
APIの変更に互換性のない場合はメジャーバージョンを、後方互換性があり機能性を追加した場合はマイナーバージョンを、後方互換性を伴うバグ修正をした場合はパッチバージョンを上げる。